# 努瓦耶 (厄尔省)
努瓦耶（法語：Noyers，法語發音：[nwaje]）是法国厄尔省的一个市镇，属于莱桑德利区。

## 地理
努瓦耶（49°14'42"N, 1°40'46"E）面积5.37 平方千米，位于法国诺曼底大区厄尔省，该省份为法国北部内陆省份，北起滨海塞纳省，西接奧恩省和卡爾瓦多斯省，南至厄尔-卢瓦省，东临瓦兹省、瓦兹河谷省和伊夫林省。
与努瓦耶接壤的市镇（或旧市镇、城区）包括：绍万库尔-普罗沃蒙、当居、盖尔尼、韦利。

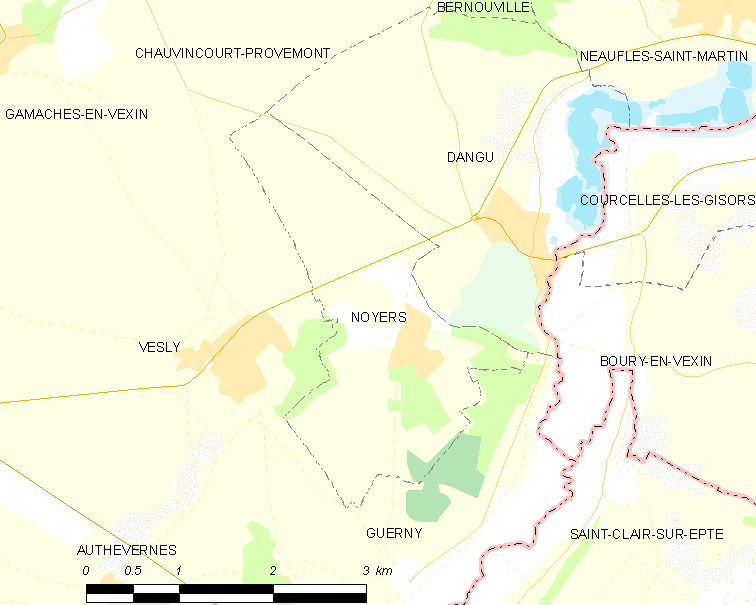
的OSM定位图

努瓦耶的时区为UTC+01:00、UTC+02:00（夏令时）。

## 行政
努瓦耶的邮政编码为27720，INSEE市镇编码为27445。

## 政治
努瓦耶所属的省级选区为日索尔县。

## 人口

1962-2008年间人口变化图示

努瓦耶于2022年1月1日时的人口数量为251人。